# Полицейское государство
Полице́йское госуда́рство — образное выражение, используемое для общественного строя, при котором власть жёстко (в том числе с помощью репрессий) стремится контролировать социальную, экономическую и политическую жизнь граждан.
В полицейском государстве законодательная и исполнительная власти слабо разделены; такое государство зачастую имеет признаки тоталитаризма, диктатуры или авторитаризма.
Признаки полицейских государств являются спорными; сами государства обычно не называют себя так. Термин «полицейское государство» используется в основном внутренними и внешними противниками существующего режима.

## История происхождения термина
Термин нем. Polizeistaat активно употреблялся в немецком языке уже в конце XVIII — начале XIX веков как образ жёсткого административного контроля, особенно в отношении религии. В то время значение слова Polizei отличалось от современного и обозначало административную власть вообще, а слово Polizeistaat вызывало образы абсолютных монархов прошлого и противопоставлялось верховенству закона в правовом государстве (Rechtsstaat), предложенному Кантом.
В русском языке термин появился во второй половине XIX века, опять-таки как противопоставление правовому государству (в то время иногда называвшемуся также «правомерным»).

## Черты полицейского государства
Отличительными чертами полицейского государства являются следующие:
- отсутствует разделение властей;
- отсутствует структурированность закона сверху вниз (главным законом является не Конституция, а, чаще всего, устные распоряжения и указания представителя власти на месте);
- при возникновении конфликта между гражданином и представителем полиции на практике превалирующей оказывается точка зрения последнего;
- полиция, по отношению к гражданину, имеет гораздо больше прав, чем обязанностей;
- полицейские на всех уровнях назначаются сверху и отвечают только перед тем, кто их назначил, и тем, кто предоставляет максимум материальных благ;
- любые действия и требования полицейского считаются законными, за исключением тех, преступность которых, во-первых, очевидна, во-вторых, привлекла внимание общественности, в-третьих, возмущение общественности которыми может привести к политическим последствиям.

## Возможные примеры полицейских государств
Критики[какие?] говорят о том, что США и Великобритания являются полицейскими государствами, отмечая введение индивидуальных электронных номеров, принудительные прививки, возможность длительного нахождения под стражей без суда, билль HR 347, жёсткие действия со стороны полиции во время акции «Захвати Уолл-стрит», пытки в Гуантанамо, высокий военный бюджет, действия АНБ, «Патриотический акт», применение водомётов и слезоточивого газа против демонстрантов, применение полицейскими огнестрельного оружия против подозреваемых, частные тюрьмы, влияние Голливуда на политиков.
В 2002 году, задолго до более массовой критики США по данным вопросам, конгрессмен Рон Пол заявил в Палате представителей:
«„Является ли Америка полицейским государством?“ Мой ответ: „Может быть, ещё нет, но она быстро к этому идёт“.»
Новую волну критики в адрес США и Великобритании подняло раскрытие бывшим сотрудником ЦРУ и АНБ Эдвардом Сноуденом сведений о тотальной слежке правительством США за более чем миллиардом человек в более чем 60 странах мира, в том числе и на территории США.
В интервью The Guardian Сноуден сказал:
«Я не могу со спокойной совестью позволить правительству США нарушать приватность, свободу Интернета и основные свободы людей во всём мире с помощью этой громадной системы слежки, которую они втайне разрабатывают».
Некоторые критики считают, что Россия, начиная с 2000 г., является полицейским государством или стремительно превращается в таковое. Например, уже в 2004 г. крупные российские социологи Лев Гудков и Борис Дубин считали признаком «нового социального состояния — возникновения полицейского государства» «кажущуюся ограниченную дееспособность или неэффективность милиции, суда, правоохранительных органов», в чём они видели, вопреки правительственной точке зрения, не «временные трудности», а «систему чиновничье-полицейского произвола». Впоследствии Россию характеризовали в качестве полицейского государства не только представители российской оппозиции, но и ряд депутатов Европарламента, западные СМИ, включая «Ньюсуик» и «Вашингтон Пост», а также российские журналисты. Основанием для этого служило фактически бесконтрольное, по мнению критиков, положение силовых структур (полиции и ФСБ) в системе российского государственного управления, отсутствие независимой судебной власти, а также ряд конкретных мер, законов и законопроектов, расширяющих права и полномочия силовых органов за счет прав граждан.
Ряд грузинских общественных деятелей считал полицейским государством Грузию во время нахождения Михаила Саакашвили на посту президента.
Американское издание Bloomberg в 2013 г. также назвало полицейским государством Казахстан.[значимость факта?]

## Образ полицейского государства в культуре
Страна неизвестных отцов в романе «Обитаемый остров» представляла собой государство, в котором несколько анонимных правителей манипулировало общественным сознанием большинства граждан с помощью специальных башен. Излучение башен не манипулировало сознанием так называемых «выродков», которыми являлись все неизвестные отцы (огненосные творцы в цензурированной версии) и некоторые немногочисленные граждане, которые сопротивлялись этим правителям. Однако при включении башен выродки испытывали ужасную головную боль. На землян башни не действовали никак. Жители планеты Саракш, на которой происходило действие романа, думали, что живут на внутренней поверхности сферы, а не внешней.
Роман-антиутопия Евгения Замятина «Мы» рассказывает об обществе, находящемся под тотальным контролем государства. Люди живут в домах со стеклянными стенами, что позволяет контролировать даже интимную жизнь, имена и фамилии заменены номерами, единственный способ получать информацию — подцензурная правительственная газета.
Тема полицейского, тоталитарного государства была основной также в известных произведениях Синклера Льюиса «У нас это невозможно», Алана Мура «V — значит вендетта» (и одноимённом фильме).